# Нусбах (Рейнланд-Пфальц)
Нусбах (нім. Nußbach) — громада в Німеччині, розташована в землі Рейнланд-Пфальц. Входить до складу району Кузель. Складова частина об'єднання громад Лаутереккен-Вольфштайн.
Площа — 8,11 км2. Населення становить 563 ос. (станом на 31 грудня 2020).